# Distrito electoral de Garfield (condado de Frontier, Nebraska)
Garfield (en inglés: Garfield Precinct) es un distrito electoral ubicado en el condado de Frontier en el estado estadounidense de Nebraska. En el censo de 2010 tenía una población de 66 habitantes y una densidad poblacional de 0,68 personas por km².

## Geografía
Garfield se encuentra ubicado en las coordenadas 40°23′19″N 100°16′25″O / 40.38861, -100.27361. Según la Oficina del Censo de los Estados Unidos, Garfield tiene una superficie total de 96.59 km², de la cual 90.73 km² corresponden a tierra firme y (6.07%) 5.86 km² es agua.

## Demografía
Según el censo de 2010, había 66 personas residiendo en Garfield. La densidad de población era de 0,68 hab./km². De los 66 habitantes, Garfield estaba compuesto por el 100% blancos. Del total de la población el 3.03% eran hispanos o latinos de cualquier raza.